# Ana Torroja
 (mai 2022).
Si vous disposez d'ouvrages ou d'articles de référence ou si vous connaissez des sites web de qualité traitant du thème abordé ici, merci de compléter l'article en donnant les références utiles à sa vérifiabilité et en les liant à la section « Notes et références ».
Pour les articles homonymes, voir Torroja.
Ana Torroja, marquise de Torroja, née le 28 décembre 1959 à Madrid, est une chanteuse espagnole. Elle a fait partie du groupe Mecano.

## Famille
Elle est la petite-fille de l'ingénieur et architecte Eduardo Torroja.

## Biographie
Le groupe Mecano, créé en 1980, connaît un grand succès en Espagne et dans d'autres pays, entre autres grâce au timbre particulier de la voix d'Ana Torroja. Ses plus grands succès en France sont notamment Maquillaje, No hay marcha en Nueva York, Mujer contra mujer, Hijo de la Luna (succès de l'album Descanso dominical) et Aidalai.
Mecano se sépare en 1992, et Ana Torroja entame une carrière solo. En 1997, paraît son premier album solo, Puntos Cardinales, qui se vend à plus de 600 000 exemplaires en Espagne. Elle publie ensuite ce nouvel album en partie traduit en français, et l'intitule Points Cardinaux. Les Murs (A contratiempo / Bottomless) sort en single en France.
Le groupe Mecano se réunit cependant une dernière fois officiellement en 1998 à l'occasion d'une compilation contenant quelques inédits comme Stereosexual, Otro muerto, Esto no es una cancion, El club de los humildes.
En 2000, paraît Pasajes de un sueño, et Ana Torroja entame une grande tournée commune avec Miguel Bosé, intitulée Girados, qui donnera lieu à un double-album CD et DVD
En 2001, elle s'installe à Paris pendant un an et tente de renouer des liens avec le public français qu'elle avait conquis avec ses compagnons de Mecano. Elle sort chez BMG l'album homonyme Ana Torroja, accompagné du single Mes prières. Elle travaille en outre avec Patrick Bruel, lui aussi chez BMG, pour la reprise en duo de son succès Qui a le droit..., puis avec de nombreux autres auteurs et compositeurs français. Mêlant chansons originales françaises et titres issus de Passages de Un Sueño, présenté dans la lignée de la chanson sentimentale Une Femme avec Une Femme, interviews ciblées dans la presse gay, ne bénéficiant pas d'un important budget promo, l'album se vendra peu et clôturera cette période française.
En 2003, paraît Fragil suivi d'une tournée en Espagne. La même année, Ana Torroja interprète le titre Sweet Lullaby (2003 version) sur l'album des plus grands succès de Deep Forest, Essence of Deep Forest. Elle participe à la bande sonore du film Livraison à domicile, composée par Éric Mouquet.
En 2005, le groupe français Psy 4 de la rime connait un grand succès avec une reprise de Hijo de la Luna. En effet, ils ont demandé la collaboration d'Ana Torroja pour ce qui donnera Enfants de la Lune. Dans cette chanson au rythme hip-hop, elle chante une partie des chœurs en espagnol, l'autre en français. On retrouve toutefois le piano et les grelots de la version originale de Mecano, Hijo de la Luna.
En 2006, elle travaille sur un album de reprises de Mecano comportant 13 titres, Me Cuesta Tanto Olvidarte. Ce nouvel album, produit par le musicien mexicain Aleks Syntek, paraît le 25 juillet 2006. Il devient disque de platine en Espagne et disque d'or au Mexique avec 60 000 unités vendues.
Au cours des années 2006 et 2007, elle effectue une tournée espagnole intitulée La Fuerza del Destino. En 2008, elle collabore avec Schiller sur la chanson Porque te vas.
Le 14 septembre 2010 l'album Sonrisa paraît en CD et CD/DVD/Livre, (Sourire) composé de 10 titres inédits dont un duo avec Miguel Bosé, De mi lado. Les Nubians interviennent également sur le titre Sueña.
En mai 2012, Ana Torroja repart sur les routes avec la tournée Soy, une série de récitals plus intimes, accompagnée de quatre musiciens et de deux choristes. Elle reprend ses propres succès et ceux de Mecano dont elle reste la voix emblématique.
En avril 2014, elle est condamnée pour fraude fiscale, par le tribunal de Palma de Majorque, à une amende de 1,4 million d'euros pour avoir détourné près de 800 000 euros, via des sociétés écrans, entre 2003 et 2007. Le paiement de cette amende lui permet d'échapper à 15 mois de prison,.

## Vie privée
De noble extraction, elle succède à son père en tant que marquise de Torroja.
Ana s’est mariée avec son ancien ingénieur du son, Rafael Duque.
Les noces se sont déroulées le 16 mai 2005, à bord du ketch Rafael verdera, ancré en face de la crique de Basset entre Majorque et Sa Dragonera.
Le mercredi 24 août 2005, elle donne naissance à sa fille Jara à l’hôpital Ruber Internacional de Madrid.

## Discographie en solo
- 1997 : Puntos Cardinales (10 titres)
- 1997 : Points Cardinaux (10 titres dont 3 en français)
- 1999 : Pasajes de un Sueño (12 titres + le vidéoclip Ya no te quiero)
- 2000 : Girados en Concierto (2CD - 23 titres en concert en duo avec Miguel Bosé)
- 2001 : Ana Torroja (11 titres dont 7 en français)
- 2003 : Frágil (14 titres)
- 2004 : Esencial (Best of - 18 titres dont 1 en français + 1 DVD de 11 vidéoclips)
- 2006 : Me Cuesta Tanto Olvidarte (13 titres de Mecano revisités)
- 2010 : Sonrisa (10 titres)
- 2015 : Conexión (CD/DVD Live de 16 titres) réédité en version augmentée + 10 titres en 2016.
- 2019 : Llama (1er extrait de Mil razones)
- 2019 : Antes (2e extrait de Mil razones)
- 2019 : Ya fue (3e extrait de Volver)
- 2019 : Ya me cansé de mentir (4e extrait de Mil razones)
- 2020 : Cuando tú me bailas (5e extrait de Mil razones)
- 2021 : Mil razones (9 titres)

## Singles en français
- 1997 : Les Murs (A contratiempo)
- 1997 : Ananta (Como Sueñan las Sirenas)
- 2001 : Mes prières
- 2001 : Ensemble
- 2001 : Et je rêve

## Collaborations
- 1997 : Media Luna (Deep Forest)
- 2001 : Qui a le droit (Patrick Bruel)
- 2003 : Sweey Lullaby (Deep Forest)
- 2004 : Duele el Amor (Alex Syntek)
- 2005 : Enfant de la Lune (Psy 4 de la rime)(Hijo de la luna)
- 2008 : Porque te vas (Schiller)

## Distinctions honorifiques
- Croix de mérite pro Merito Melitensi